# Periscyphis schadensis
Periscyphis schadensis är en kräftdjursart som beskrevs av Schmoelzer 1974. Periscyphis schadensis ingår i släktet Periscyphis och familjen Eubelidae. Inga underarter finns listade i Catalogue of Life.